# Badula leandriana
Badula leandriana H.Perrier – gatunek roślin z rodziny pierwiosnkowatych (Primulaceae). Występuje endemicznie w środkowej części Madagaskaru. 

## Morfologia
PokrójZimozielony krzew dorastający do 6 m wysokości.
LiścieBlaszka liściowa jest skórzasta i ma kształt od odwrotnie jajowatego do łyżeczkowatego. Mierzy 2–3,4 cm długości oraz 1,2–2 cm szerokości, jest całobrzega, ma zbiegającą po ogonku nasadę i tępy wierzchołek. Ogonek liściowy jest nagi.
KwiatyZebrane w gronach wyrastających z kątów pędów. Mają 5 działek kielicha o trójkątnym kształcie i dorastające do 1 mm długości. Płatków jest 5, są odwrotnie jajowate i mają białawą barwę oraz 2–3 mm długości.

## Biologia i ekologia
Rośnie w zaroślach, na wysokości od 1400 do 1600 m n.p.m.